# 실망

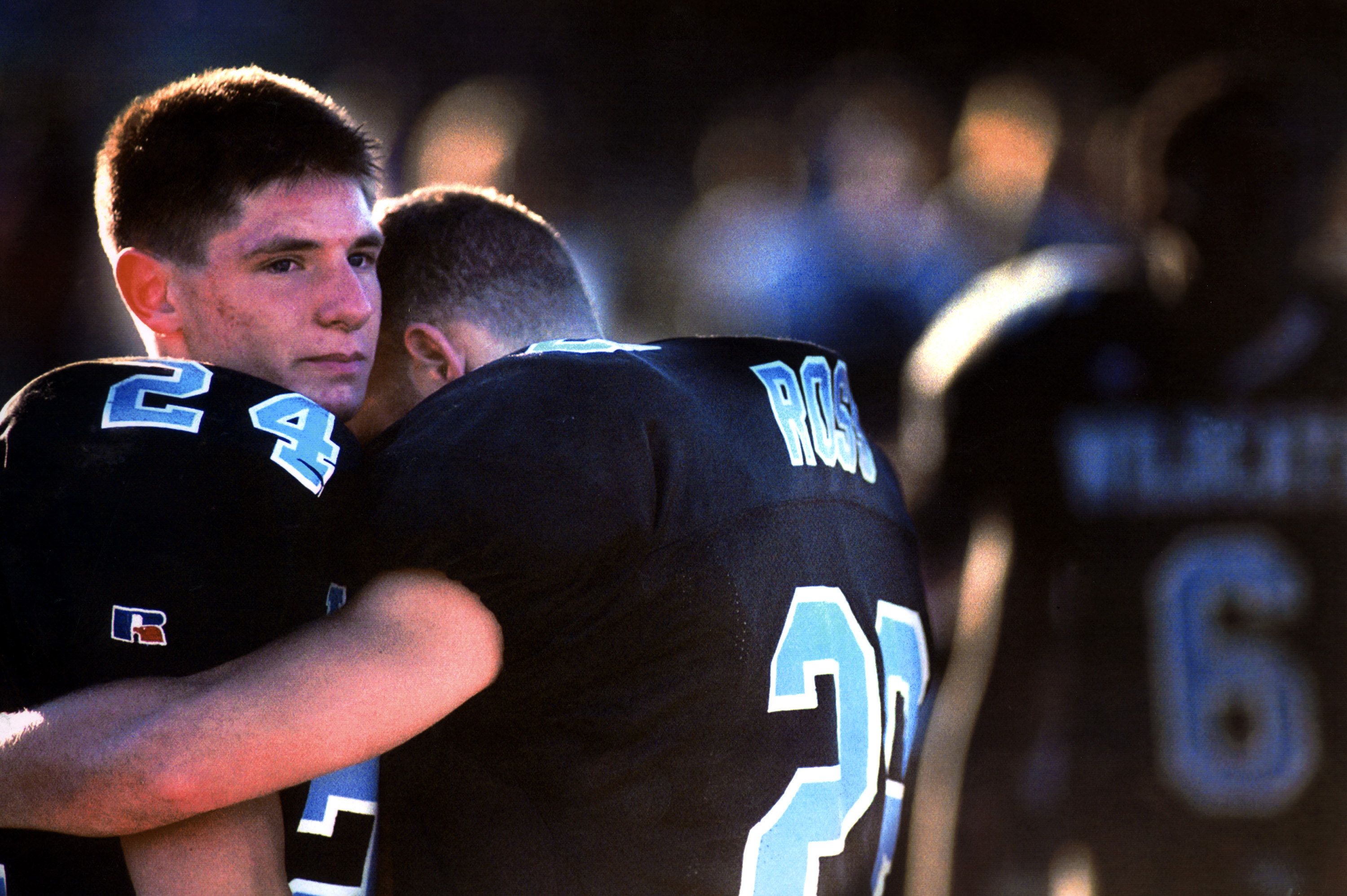
경기에 패배하고 실망의 감정을 표현하고 있는 미식축구 선수들.

실망(失望)은 어떤 생물이 기대하고 있던 것, 특히 자신에게 득이 되는 일이 일어나지 않을 때 느끼는 감정이다. 후회와 마찬가지로, 후회를 느끼는 사람은 주로 나쁜 결과를 초래한 개인적인 선택에 초점을 맞추는 반면, 실망을 느끼는 사람은 결과 자체에 초점을 맞춘다는 점에서 다르다. 심리적 스트레스의 원인이 된다. 실망에 대한 연구(원인, 영향, 개인 결정이 그것을 피하려는 욕구에 의해 동기가 부여되는 정도)는 의사 결정 분석 분야에서 초점을 맞추고 있다. 실망은 후회와 함께 관련된 두 가지 주요 감정 중 하나이기 때문이다.

## 심리학
실망은 기대되는 보상과 관련된 주관적인 반응이다. 실망 회복 시간은 실망의 강도와 실망을 경험하는 사람에 따라 다르다. 어떤 사람에게는 몇 분이 걸릴 수 있지만 다른 사람에게는 동일한 실망이 며칠이 걸릴 수 있다.
실망과 이에 대비할 수 없는 것도 낙관론자들의 간헐적인 면역 체계 손상의 원인으로 가정되었다. 낙천주의자들은 대체로 더 나은 건강 상태를 보이지만 장기간 또는 통제할 수 없는 스트레스를 받으면 면역력이 저하될 수도 있는데, 이는 연구자들이 "실망 효과"에 기인한 현상이다. "실망 효과"는 낙관주의자들이 실망에 대비하기 위해 "감정적 완충"을 활용하지 않기 때문에 실망을 경험할 때 대처 능력이 떨어진다는 점을 가정한다. 이러한 실망 효과는 1990년대 중반부터 그 타당성을 평가하는 여러 기사를 단독으로 출판한 연구원 수잔 세거스트롬에 의해 이의를 제기해 왔다. 그녀의 연구 결과에 따르면 낙천주의자들은 실망감을 감당할 수 없기보다는 적극적으로 문제를 해결하고 결과적으로 면역력 저하를 경험할 가능성이 더 높다.
1994년 심리치료사 이안 크레이브(Ian Craib)는 실망 회피 문화, 특히 치료 문화가 삶의 완벽함에 대한 잘못된 기대를 제공하고 이를 예방한다는 이론을 발전시키면서 멜라니 클라인(Melanie Klein)과 지그문트 프로이트(Sigmund Freud)의 연구를 인용하여 실망의 중요성(The Importance of Disappointment)이라는 책을 출판했다. 사람들은 건강한 자기 정체성을 달성하지 못한다. 크레이브는 한때 사고를 삶의 과정으로 받아들였던 의학적 실수로 인한 소송 피해자와 사랑하는 사람의 죽음으로 슬픔에 빠진 사람들을 두 가지 예로 제시했는데, 그는 유족보다 사별 치료사를 위로하기 위해 더 설계된 잘못된 회복 단계 모델을 제공받았다고 말했다.
라캉주의자들은 어린 시절의 실망이 상징적 문화 세계로 들어가는 데 필수적이라고 생각했다. 성인기의 실망, 즉 세상의 요구에 대한 좌절은 실제로 우리가 누구인지 발견하는데 중요한 역할을 한다.

## 같이 보기
- 좌절
- 기대